# Norfran Lazo
Norfran Adán Lazo Morales (Ticuantepe, Managua, 8 de septiembre de 1990) es un futbolista nicaragüense. Actualmente está sin equipo.

## Selección nacional
Ha sido internacional con la Selección de fútbol de Nicaragua en seis ocasiones y ha marcado un gol. Debutó el 21 de enero de 2011 en la derrota 1:2 frente a Guatemala, por la Copa Centroamericana 2011.

### Goles internacionales
| #  | Fecha               | Lugar                                                | Rival   | Gol | Resultado | Competición                      |
| -- | ------------------- | ---------------------------------------------------- | ------- | --- | --------- | -------------------------------- |
| 1. | 23 de marzo de 2015 | Estadio Nacional Dennis Martínez, Managua, Nicaragua | Anguila | 5-0 | 5–0       | Eliminatorias Mundial Rusia 2018 |

## Clubes
| Club               | País      | Año         |
| ------------------ | --------- | ----------- |
| Diriangén FC       | Nicaragua | 2009 - 2010 |
| Managua FC         | Nicaragua | 2010 - 2011 |
| CD Walter Ferretti | Nicaragua | 2011 - 2012 |
| Real Estelí FC     | Nicaragua | 2012 - 2015 |